# Jared McCain
Jared Dane McCain (Sacramento, California, 20 de febrero de 2004) es un baloncestista estadounidense que pertenece a la plantilla de los Philadelphia 76ers de la NBA. Con 1,91 metros de estatura, juega en la posición de escolta.

## Trayectoria deportiva

### Universidad
Tras participar en su etapa de secundaria en los prestigiosos McDonald's All-American Game, Jordan Brand Classic y Nike Hoop Summit, y ser elegido mejor jugador del estado de California, jugó una temporada con los Blue Devils de la Universidad de Duke, en la que promedió 14,3 puntos, 5,0 rebotes, 1,9 asistencias y 1,1 robos de balón por partido. Fue incluido en el mejor quinteto freshman de la Atlantic Coast Conference.
El 13 de abril de 2024 se declaró elegible para el draft de la NBA, renunciando a su elegibilidad universitaria restante.

#### Estadísticas
| Año     | Equipo | PJ | PT | MPP  | %TC  | %3P  | %TL  | RPP | APP | ROB | TPP | PPP  |
| ------- | ------ | -- | -- | ---- | ---- | ---- | ---- | --- | --- | --- | --- | ---- |
| 2023–24 | Duke   | 36 | 36 | 31.6 | .462 | .414 | .885 | 5.0 | 1.9 | 1.1 | .1  | 14.3 |
| Total   | Total  | 36 | 36 | 31.6 | .462 | .414 | .885 | 5.0 | 1.9 | 1.1 | .1  | 14.3 |

### Profesional
Fue elegido en la decimosexta posición del Draft de la NBA de 2024 por Philadelphia 76ers. Hizo su debut en la NBA el 23 de octubre de 2024, en una derrota por 124-109 ante los Milwaukee Bucks. El 13 de noviembre consiguió 34 puntos y 10 asistencias, ambos datos máximos de su carrera, en una derrota por 114-106 ante los Cleveland Cavaliers. Fue nombrado rookie del mes de octubre-noviembre de la conferencia Este. El 14 de diciembre se anunció que había sufrido una rotura de menisco en la rodilla izquierda y que no volvería a la cancha por un período de tiempo indefinido. El 10 de enero de 2025 se informó oficialmente que se perdería el resto de la temporada.

## Estadísticas de su carrera en la NBA

### Temporada regular
| Año     | Equipo      | PJ | PT | MPP  | %TC  | %3P  | %TL  | RPP | APP | ROB | TPP | PPP  |
| ------- | ----------- | -- | -- | ---- | ---- | ---- | ---- | --- | --- | --- | --- | ---- |
| 2024-25 | Philadephia | 23 | 8  | 25.7 | .460 | .383 | .875 | 2.4 | 2.6 | .7  | .0  | 15.3 |
| Total   | Total       | 23 | 8  | 25.7 | .460 | .383 | .875 | 2.4 | 2.6 | .7  | .0  | 15.3 |